# Taharqa
Taharqa est un roi de Napata en Nubie et un pharaon d'Égypte de 690 à 664 av. J.-C.. Il est le fils de Piânkhy et d'Abar, et le frère de Chabataka. Il est généralement représenté avec la calotte propre aux rois koushites, sur laquelle se dressent deux uræus, insignes de la double royauté de la Nubie et de l'Égypte antique.

## Prince koushite

### Expédition sous Chabataka
Taharqa, qui est encore prince sous le règne de son frère aîné Chabataka et pendant l'affaire Inamani, mène une expédition en 706 av. J.-C vers le Levant, afin de contrer l'armée assyrienne de Sargon II. Une fois roi, il dira qu'il était le préféré de son frère parmi les frères et les fils de ce dernier. Il s'agit peut-être d'une déclaration de propagande, à moins qu'il souhaite montrer qu'il est l'héritier désigné de son frère.

### Campagne sous Chabaka
Dans la Bible, le Deuxième Livre des Rois mentionne Taharqa (« Tirhaqa » / Tirhaka) comme roi de K(o)ush, ou Éthiopie, et comme un allié du roi Ézéchias de Juda (mort en 687 AEC) ou de son fils et successeur Manassé. Cette alliance se fait contre l'avis des prophètes Isaïe et Ézéchiel, et bien sûr contre celui du roi d'Assyrie Sennachérib (ou Sanchérib) qu'il entreprend d'attaquer,.
Ce passage de la Bible correspond sans doute à l'affrontement (en) entre les armées de Sennachérib et de Chabaka vers 701 AEC. Or Taharqa n'étant pas encore roi, soit il agit en tant que prince, comme il l'a fait sous le règne de son frère Chabataka, et la Bible l'aurait qualifié de roi par erreur, soit il y a dans la Bible une confusion entre deux évènements, toujours avec une qualification fautive de roi.

## Accession au trône
Dans la stèle V de Kawa, en ligne 15, Taharqa déclare succéder à Chabataka après la mort de ce dernier, en affirmant : « J'ai reçu la couronne à Memphis après que le faucon se soit envolé au ciel ». La référence à Chabataka est sans doute une volonté de Taharqa de légitimer son accession au trône. Cependant, Taharqa ne mentionne pas l'identité du « faucon royal ». Il omet totalement de mentionner Chabaka, qui a régné entre Chabataka et lui, peut-être parce qu'il a évincé Chabaka du pouvoir.
Taharqa affirme que le roi Chabataka, qui l'aimait beaucoup, l'a emmené avec lui en Égypte. Au cours de ce voyage, il a vu l'état déplorable du temple d'Amon à Kawa (en), une image dont il se souviendra après être devenu roi. Mais à propos de la stèle V de Kawa, Taharqa dit que quelque temps après son arrivée en Égypte sous un autre roi, qu'il choisit cette fois de ne pas nommer, ce monarque (ici Chabaka) est mort et qu'il est alors monté sur le trône. Le silence de Taharqa sur l'identité de son prédécesseur suggère qu'il a pris le pouvoir de manière irrégulière. Peut-être essaye-t-il de légitimer sa royauté en déclarant que Chabataka l'a favorisé « plus que tous ses frères et tous ses enfants »,.

## Règne

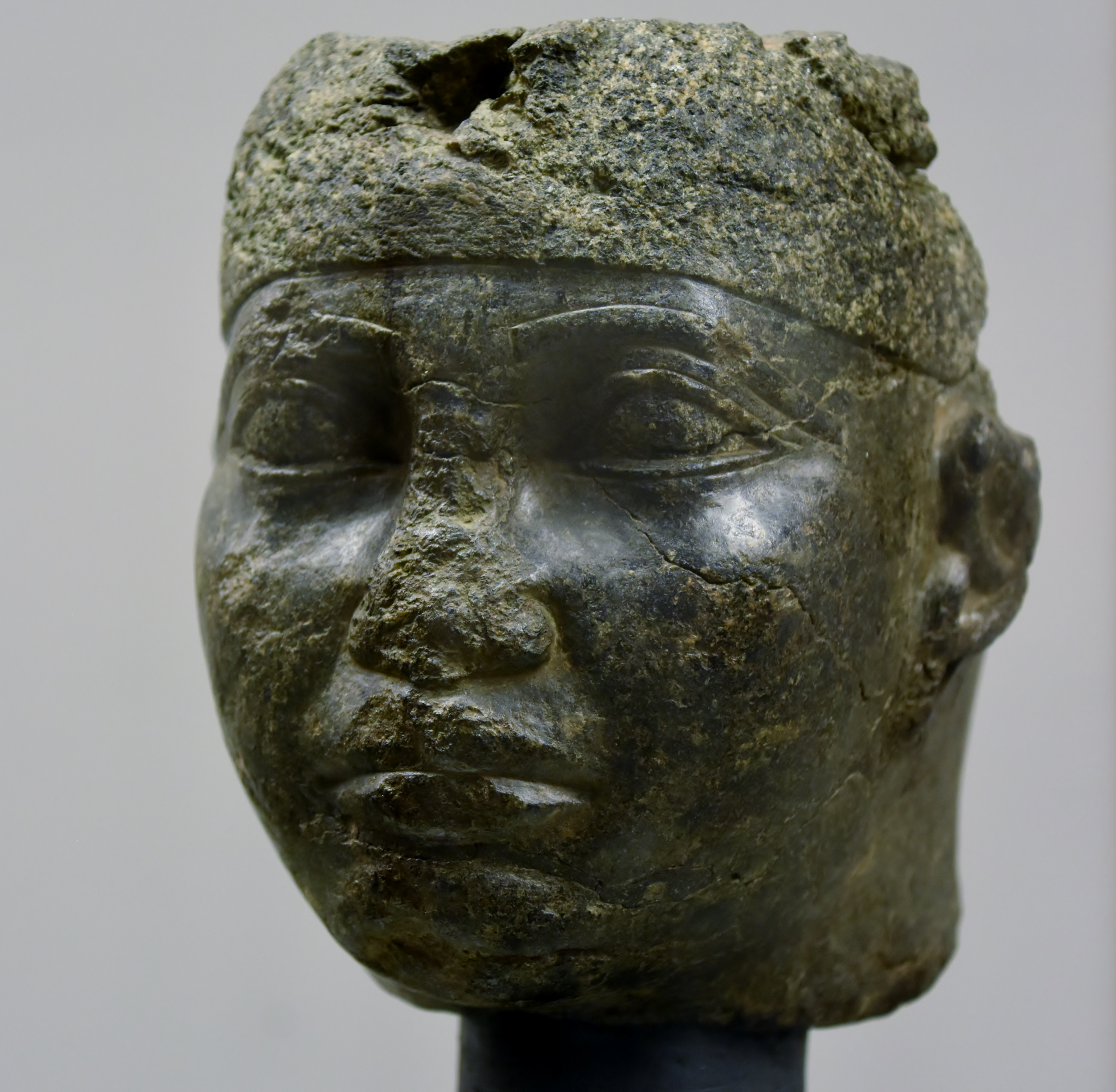
Portrait du pharaon Taharqa. Serpentine verte.
Ny Carlsberg Glyptotek

Malgré le conflit avec les Assyriens, le règne de Taharqa est une période de renaissance pour l'Égypte et pour Koush,. Cette prospérité est due à une crue du Nil particulièrement importante, à des récoltes abondantes et à des activités intellectuelles et matérielles favorisées par un gouvernement efficace. Les inscriptions de Taharqa indiquent qu'il a donné beaucoup d'or au temple d'Amon à Kawa. L'empire de la vallée du Nil est aussi grand que sous le Nouvel Empire. La religion, les arts et l'architecture retrouvent les formes glorieuses de l'Ancien Empire, du Moyen Empire et du Nouvel Empire. Sous Taharqa, la théologie thébaine fusionne avec l'idéologie impériale du Moyen et du Nouvel Empire. L'intégration culturelle de l'Égypte et de Koush est telle qu'elle ne s'effacera pas, même après la conquête assyrienne.

### Architecture
Taharqa restaure les temples existants et en construit de nouveaux. Des ajouts particulièrement importants se font dans le temple de Karnak, dans le nouveau temple de Kawa et dans les temples du Gebel Barkal. Taharqa poursuit l'ambitieux programme de la XXVe dynastie qui vise à faire du Gebel Barkal un « complexe monumental de sanctuaires [...] centré autour du grand temple d'Amon ». La similitude entre le Gebel Barkal et Karnak « semble être au cœur des préoccupations des bâtisseurs du Gebel Barkal ». Les autres travaux de Taharqa consistent à créer des « villes-temples », qui sont des « centres locaux de gouvernement, de production et de redistribution ».

#### Nubie
Comme bâtisseur, Taharqa est très actif en Nubie, au point d'éclipser les réalisations de ses prédécesseurs Chabataka et Chabaka. Outre sa tombe à Nouri, il intervient sur de nombreux sites. Il fait aménager un reposoir à barque dans le temple d'Amon à Napata construit essentiellement par son père Piânkhy. Il est également le commanditaire d'un temple du piton rocheux de Napata divinisé, ce dernier ayant la forme d'un uræus. Il fait également construire et décorer un temple hémispéos au pied de ce piton rocheux. À Napata toujours, il fait construire et décorer un temple dédié à Hathor.
Taharqa intervient également à Kawa (en) où il restaure un temple construit à l'époque de Toutânkhamon. Avec des ouvriers et architectes memphites, il construit un second temple dédié à Amon, à Anouket et à Satet. Une série de statues du roi, de sphinx et de criosphinx ornent ce temple. Dans un second temps, Taharqa fait ériger une petite chapelle dans la salle hypostyle de ce second temple. L'influence de l'Ancien Empire y est manifeste, tant par les colonnes palmiformes que par les thèmes abordés, typiques des temples funéraires des Ve et VIe dynasties égyptiennes.
À Sanam (en), Taharqa fait décorer le temple d'Amon « taureau de Nubie » sur le modèle de celui de Kawa, ainsi qu'une chapelle ajoutée peu après dans la salle hypostyle. La situation de Sanam par rapport au Gebel Barkal suggère que ce temple a un rôle similaire à celui de Médinet Habou par rapport aux temples de Thèbes : le culte des ancêtres royaux associé au culte d'Amon-Kamoutef.
À Kerma, Taharqa est probablement le commanditaire de salles secondaires dans le temple principal d'Amon, et d'une chapelle latérale dans le temple oriental. À Tabo, sur l'île d'Argo, non loin de Kerma, un temple présente tant de similitudes avec ceux de Kama et de Sanam qu'il a probablement été commandé par Taharqa. À Philæ, Taharqa offre des reposoirs à barques à Amon de Takompso et Amon de l'Akh-Menou.
Enfin, les anciennes forteresses de Bouhen, Semna et Qasr Ibrim, ainsi que leurs temples, sont réoccupés et restaurés. Le temple de Semna est dédié à Sésostris III divinisé.

#### Égypte

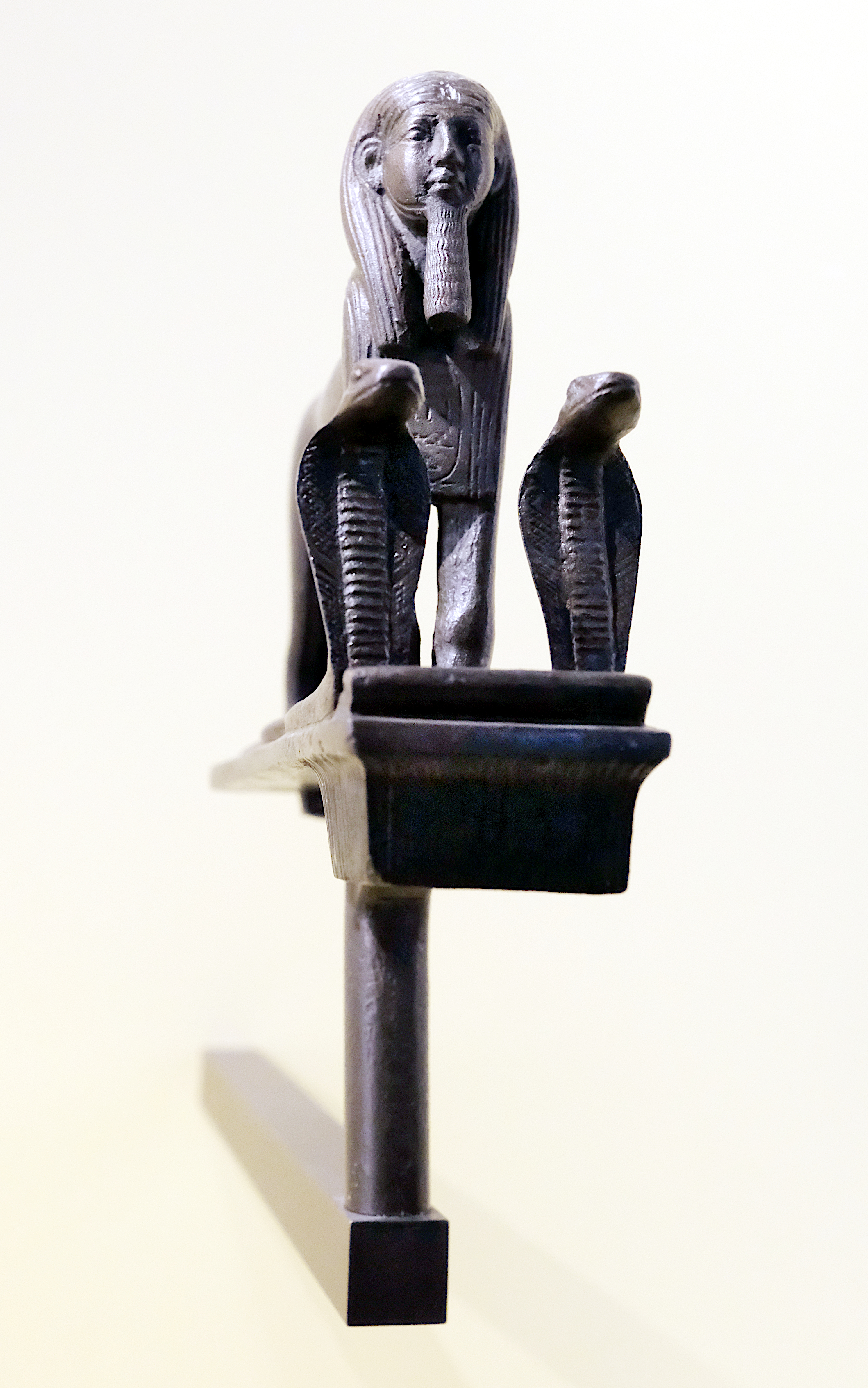
Taharqa représenté en sphinx - musée du Louvre (E3916).

Taharqa accorde une grande importance à Thèbes, l'équivalent nordique de Napata. Il y construit quatre colonnades propylées, destinées à protéger rituellement les quatre points cardinaux des sanctuaires de Montou et d'Amon. La plus importante, dans la première cour dite bubastite, sert également de reposoir lors des sorties solennelles du dieu. Il restaure également l'enceinte d'Amon, évènement inscrit sur une stèle érigée en l'an 24, en pleine invasion assyrienne. Il fait également construire une chapelle pour Osiris Nebânkh et Osiris Paoushebiad, dans laquelle deux statues du roi ont été retrouvées (Caire JE 39403 et 39404). Un pylône et un sanctuaire du temple d'Opet sont également l'œuvre de Taharqa. Il fait également une donation en l'honneur d'Osiris Ounnéfer et d'Opet, donation enregistrée sur une stèle trouvée sur place. Taharqa est aussi le commanditaire d'un édifice proche du lac sacré, associé à un nilomètre ; cet édifice pourrait être un lieu de culte de substitution au temple de Djêmé à Médinet Habou. Taharqa fait également ériger une chapelle d'Osiris Nebdjet/Padedânkh à l'ouest de l'enceinte de Montou, et deux autres dans l'enceinte. Il ajoute à l'est de la colonnade propylée, qu'il a fait construire devant le temple de Montou, une chapelle pour le dieu-fils Horparê.
Montouemhat, le quatrième prophète d'Amon, fait également construire pour le compte de Taharqa une petite chapelle dans le sanctuaire de Mout à Karnak. Dans cette chapelle sont décrits des travaux entrepris par le roi : aménagement de l'enceinte de Mout, contre-temple et colonnade d'entrée. À l'est du temple de Mout est située le petit temple de Khonsou enfant, que Taharqa a refait décorer. Devant le temple de Louxor, une chapelle à chapiteaux hathoriques est construite et dédiée à Opet-Ouret, et un pendant du temple d'Opet à Karnak. La construction est enregistrée sur place sur une stèle datée de l'an 13. Sur l'autre rive, à l'ouest, Taharqa aménage la cour et le pylône du petit temple de Djêmé à Médinet Habou, un sanctuaire dédié au culte des dieux primordiaux.
Ailleurs en Haute-Égypte, l'activité architecturale de Taharqa est présente mais moins développée qu'à Thèbes : Esna, El Kab, Ouadi Hammamat, Coptos et Hermopolis. Dans cette dernière ville, elle n'est attestée que par une stèle privée datée de l'an 7, qui permet toutefois de comprendre qu'aucun chef local ne venait interférer entre la monarchie koushite et l'administration locale. Tandis qu'à Coptos et à Esna, il s'agit de stèle relatant la crue exceptionnelle de l'an 6.
Dans le nord de l'Égypte, Taharqa est le mieux attesté des rois koushites. Toutefois, son pouvoir s'étant fortement affaibli dans cette région vers 680 AEC, il est probable que toutes ces attestations soient antérieures à 680 AEC, et donc qu'elles datent de la première décennie de son règne. Une stèle provenant du dromos sud du temple de Ptah à Memphis indique que Taharqa a fait une importante fondation envers un sanctuaire d'« Amon-qui-préside-aux-temples », et d'importants travaux de restauration dans ce temple. Une stèle trouvée à Tanis relate à nouveau la crue exceptionnelle de l'an 6, mais aussi les retrouvailles de Taharqa avec sa mère Abar. À Athribis, il est attesté par des éléments architecturaux qui seront plus tard usurpés par Psammétique II. Au nord-ouest du Delta, le roi n'est attesté que par un poids sur lequel est inscrit « Taharqa, l'aimé d'Osiris qui réside à Saïs ».
Une stèle trouvée à Dahchour commémore les activités de son armée dans la région, notamment les entraînements, propices à mettre en valeur la faveur divine dont bénéficie le souverain.

### Guerre contre l'Assyrie
Taharqa fait alliance avec des rois de Phénicie et de Philistie désireux d'être indépendants de l'Assyrie. L'armée de Taharqa entreprend des campagnes militaires avec succès, comme l'atteste la liste des principautés asiatiques conquises du temple de Mout à Karnak et les « peuples et pays conquis » (Libyens, nomades Shasou, Phéniciens ?...) des inscriptions du temple de Sanam. Le déroulement précis des opérations n'est pas connu.
En représailles à ces opérations et au soutien des Koushites envers les dirigeants du Levant, le roi assyrien Assarhaddon lance une campagne en 679 AEC, pendant laquelle il prend El-Arich, dans le nord-est du Delta. Une deuxième campagne, en 674 AEC, est un échec auquel Taharqa et Nékao Ier ne sont pas étrangers. Ces raids militaires assyriens ne visaient pas à créer une nouvelle province de leur empire, qui aurait été trop éloignée, mais à « rendre les royaumes égyptiens impuissants ».
Assarhaddon lance une nouvelle campagne en 672 AEC, cette fois mieux documentée. L'affrontement entre Taharqa et les Assyriens a lieu en trois points, dont les deux premiers ne sont pas clairement situés : Magdala, Ishupri et Memphis. Selon les sources assyriennes, l'armée assyrienne aurait pillé et ramené un butin incroyable : 50 000 chevaux, 120 diadèmes d'or et des statues divines. Assarhaddon, qui veut éradiquer la présence koushite en Égypte, se proclame alors « roi puissant, roi du monde, roi d'Assyrie, roi de Sumer et d'Akkad, roi des rois de Basse-Égypte, de Haute-Égypte et de Koush ». Il déclare également avoir nommé de nouveaux gouverneurs et rois (une vingtaine). Mais la liste fournie au début du règne de son successeur Assurbanipal indique plutôt qu'il a laissé en place des dirigeants locaux. Nékao Ier en fait partie et figure en premier sur la liste, en tant que roi de Memphis et de Saïs.

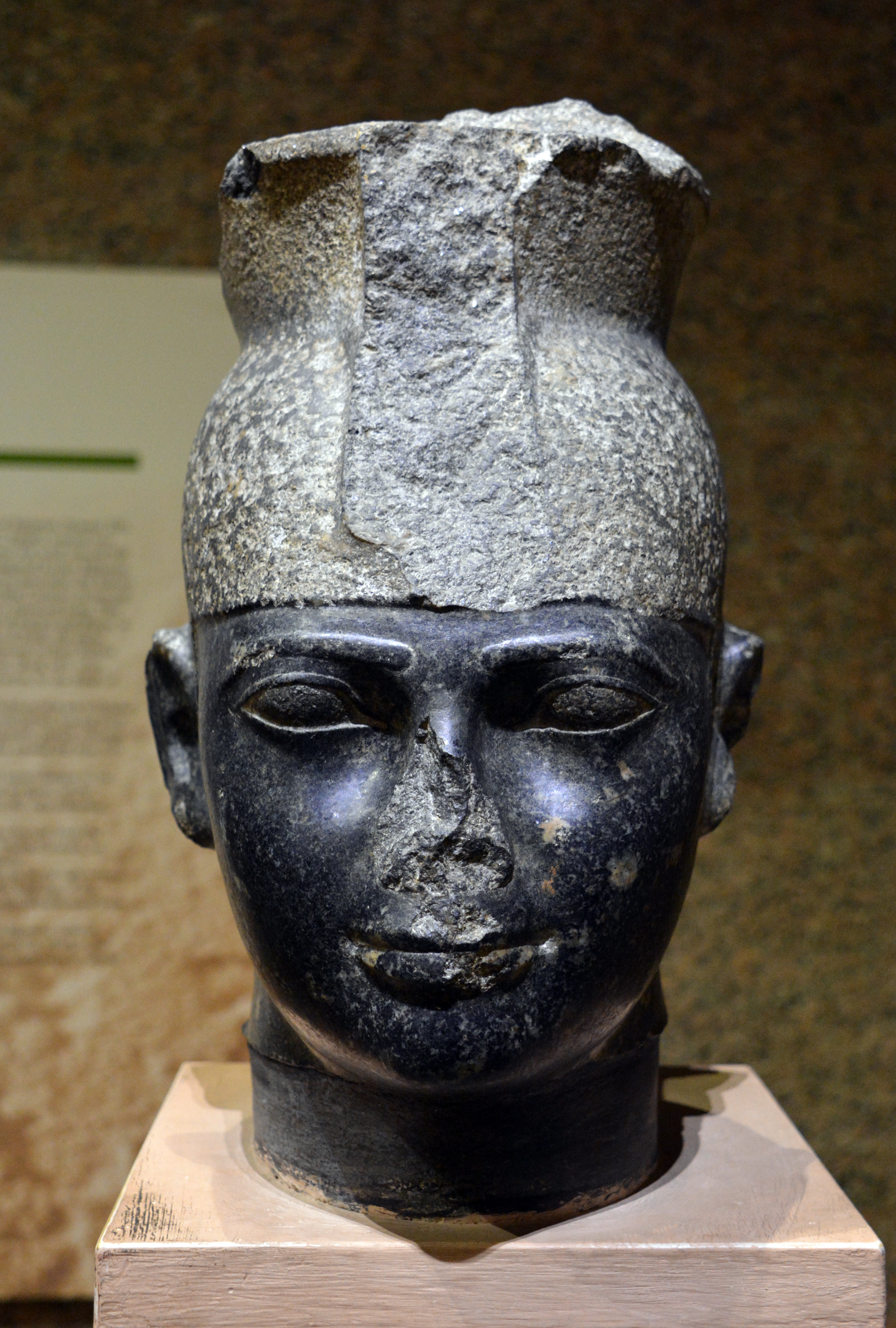
Portrait de Taharqa. Musée de la Nubie, Assouan.

Taharqa, dont le fils et prince héritier Oushankhourou (Nesinheret) et les épouses ont été capturés et déportés à Ninive, se refugie à Napata. Il y prépare une contre-attaque, et reprend rapidement la région thébaine, au moins dès 670 AEC (une stèle le montre avec la divine adoratrice d'Amon Chepenoupet II). Il reprend Memphis dont il chasse les fonctionnaires assyriens dès 669 AEC. Assarhaddon prévoit de chasser une nouvelle fois les Koushites du nord de l'Égypte. Il prépare une nouvelle campagne et lance son armée en 669 AEC, mais meurt inopinément. Son successeur Assurbanipal relance cette campagne avortée vers la fin de 667 AEC. Le nord de l'Égypte est à nouveau soumis. Une partie des roitelets et chefs du Delta, dont Nékao, se joignent même à Assurbanipal pour aller reconquérir le Sud et prennent à nouveau Thèbes. Sur le linteau d'une chapelle thébaine d'Osiris sont figurées la divine adoratrice d'Amon Chepenoupet II et une princesse nommée Méresamon, dont le père semble être Nékao, ce qui montrerait l'influence et le prestige de ce dernier sur l'Égypte à cette époque.
Les Assyriens victorieux quittent l'Égypte après cette campagne en 666 AEC. Aussitôt les roitelets et chefs du nord, soutenus par Taharqa, se révoltent et chassent les fonctionnaires assyriens mis en place par Assurbanipal. Mais les Assyriens reviennent et répriment sévèrement ces troubles. Plusieurs de ces chefs et roitelets rebelles sont déportés à Ninive. Assurbanipal choisit Nékao, malgré sa participation aux troubles, comme représentant des roitelets et des chefs du Delta, espérant mieux contrôler cette région par l'intermédiaire d'un interlocuteur unique. De plus, son fils, le futur roi Psammétique Ier, est installé comme prince à Athribis, après que son prédécesseur a été déporté en Assyrie.
En 664, Taharqa meurt à Napata où il s'était réfugié. Son cousin Tanoutamon lui succède, et dès l'année de son accession au trône, il reprend la conquête du nord de l'Égypte.

## Sépulture

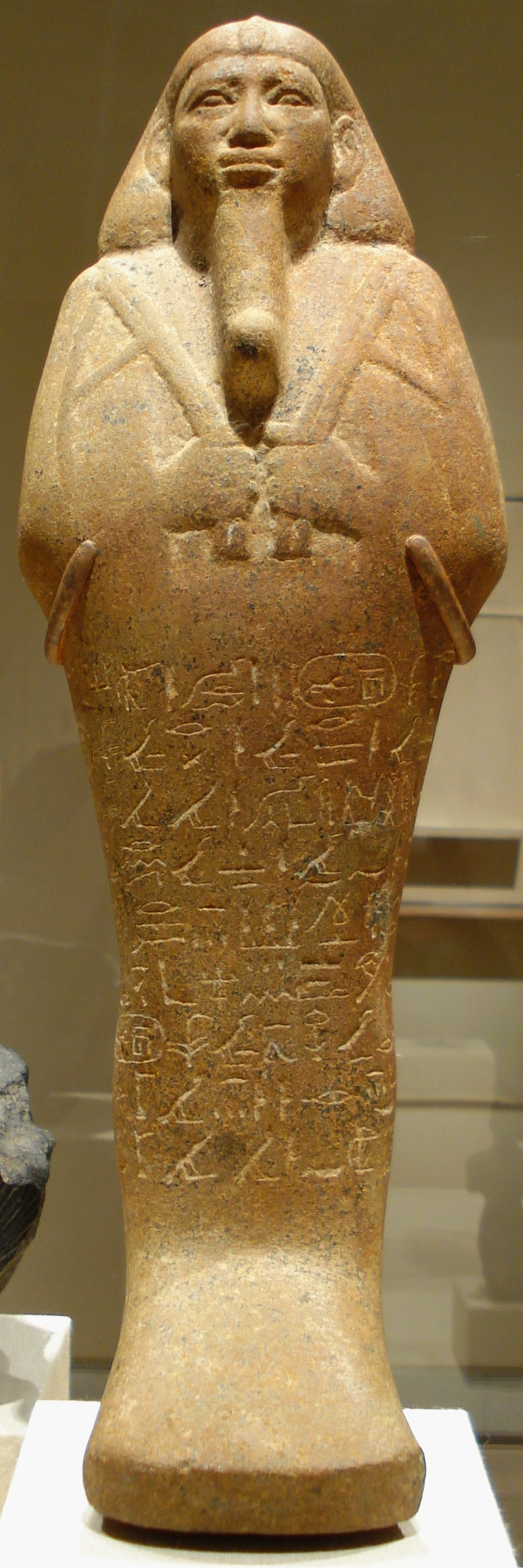
Ouchebti du roi Taharqa, en ankérite, issu de la pyramide N1 de Nouri.

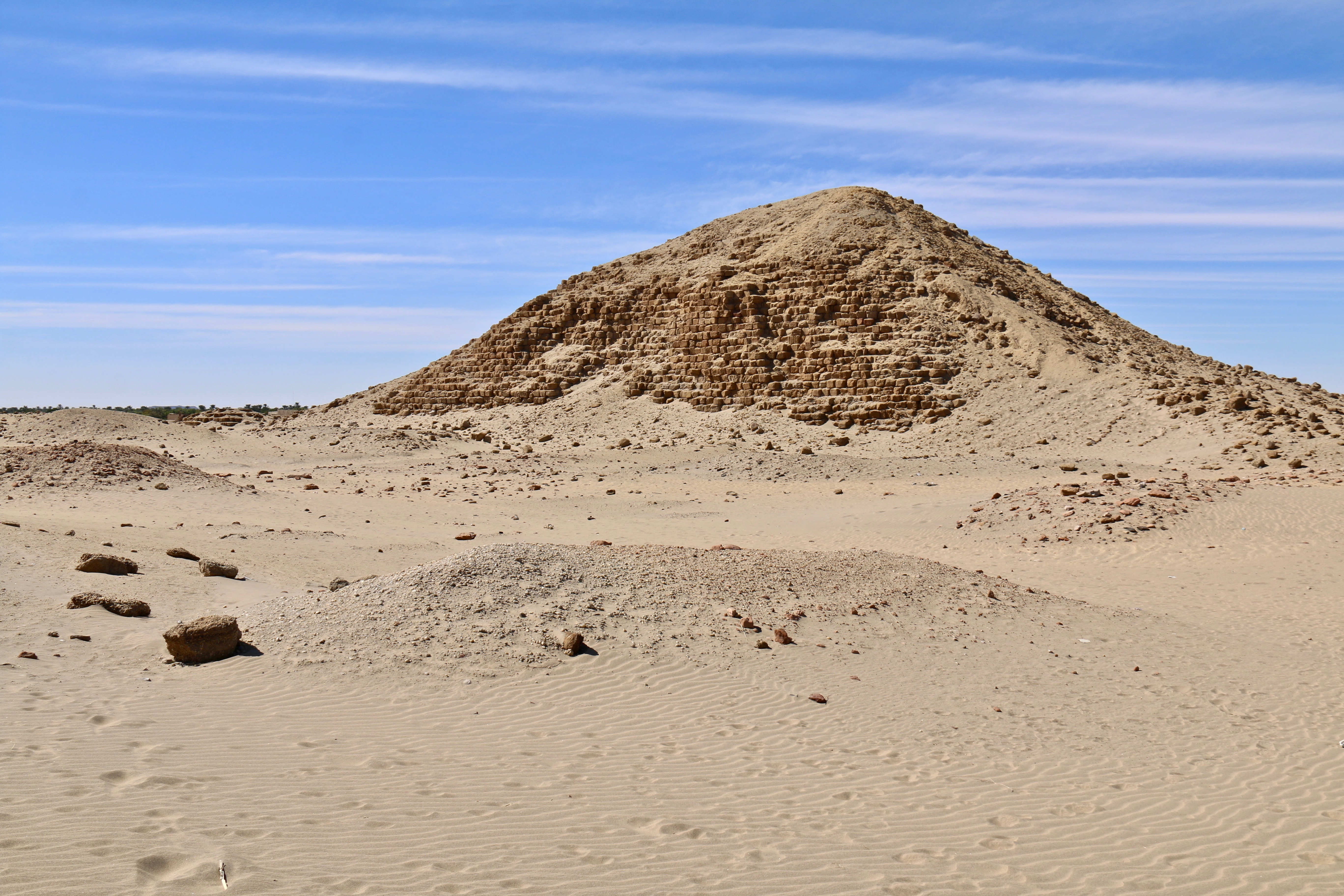
Les ruines de la pyramide de Taharqa à Nouri ; c'est la plus ancienne et la plus grande pyramide du site.

Taharqa a construit la plus grande pyramide (environ 52 mètres carrés à la base) de la région nubienne, à Nouri, en face du Gebel Barkal, près d'El-Kourrou, et la plus élaborée des tombes koushites taillées dans le roc. Il inaugure ainsi une nouvelle nécropole, où la plupart des rois de Napata se feront inhumer. Taharqa est enterré avec « plus de 1070 ouchebtis de différentes tailles, faits de granit, d'ankérite verte et d'albâtre ».
Une autre tombe surmontée d'une pyramide associée à des blocs au nom de Taharqa a été découverte dans les années 1960 à Sedeinga. On a longtemps pensé que le roi s'y était fait enterrer. Mais ces blocs étaient en fait des remplois tardifs pris sur le temple voisin dédié à la reine Tiyi (l'épouse d'Amenhotep III), où Taharqa avait durant son règne ajouté une colonnade. Au début du XXe siècle, la fouille de la pyramide N1 de Nouri permit la découverte d'ossements et d'ouchebtis à son nom, confirmant que le roi y avait bien été enterré.

## Généalogie
Taharqa est certainement le fils de Piânkhy, car Chepenoupet II, fille de Piânkhy, est désignée comme sa sœur. Sa mère Abar est nommée et représentée sur plusieurs documents, dont la stèle Kawa VI où Taharqa se réjouit de revoir sa mêre après une longue séparation.
Ses épouses sont :
- Takahatenamon[33],[12],
- Naparaye (en)[33],[12],
- Tabekenamon : elle est l'épouse d'un roi, que certains pensent être Taharqa[34],
- Atakhebasken (en) : elle est peut-être aussi son épouse[33],[12].
- une certaine ...salka : elle est mère du roi Atlanersa, ce qui ferait de Taharqa le père du successeur de Tanoutamon[12].

Plusieurs enfants lui sont attestés : 
- Amenardis II (héritière de la divine adoratrice d'AmonChepenoupet II, elle ne deviendra finalement jamais la divine adoratrice d'Amon)[12],
- le futur roi Atlanersa, qui succède à Tanoutamon[12],
- Nesinheret, le fils aîné capturé par les Assyriens[12],
- Nesyshoutefnout (deuxième prophète d'Amon)[12],
- la princesse Ietourou, qui épousa son frère (ou demi-frère) Atlanarsa,
- la princesse Peltasen (ou Peltaseñ),
- et peut-être une certaine princesse Amerardis, épouse du vizir memphite Montouhotep[12].

Tjesraperet, dont on a retrouvé la tombe intacte, est la nourrice d'une de ses filles.

## Représentations

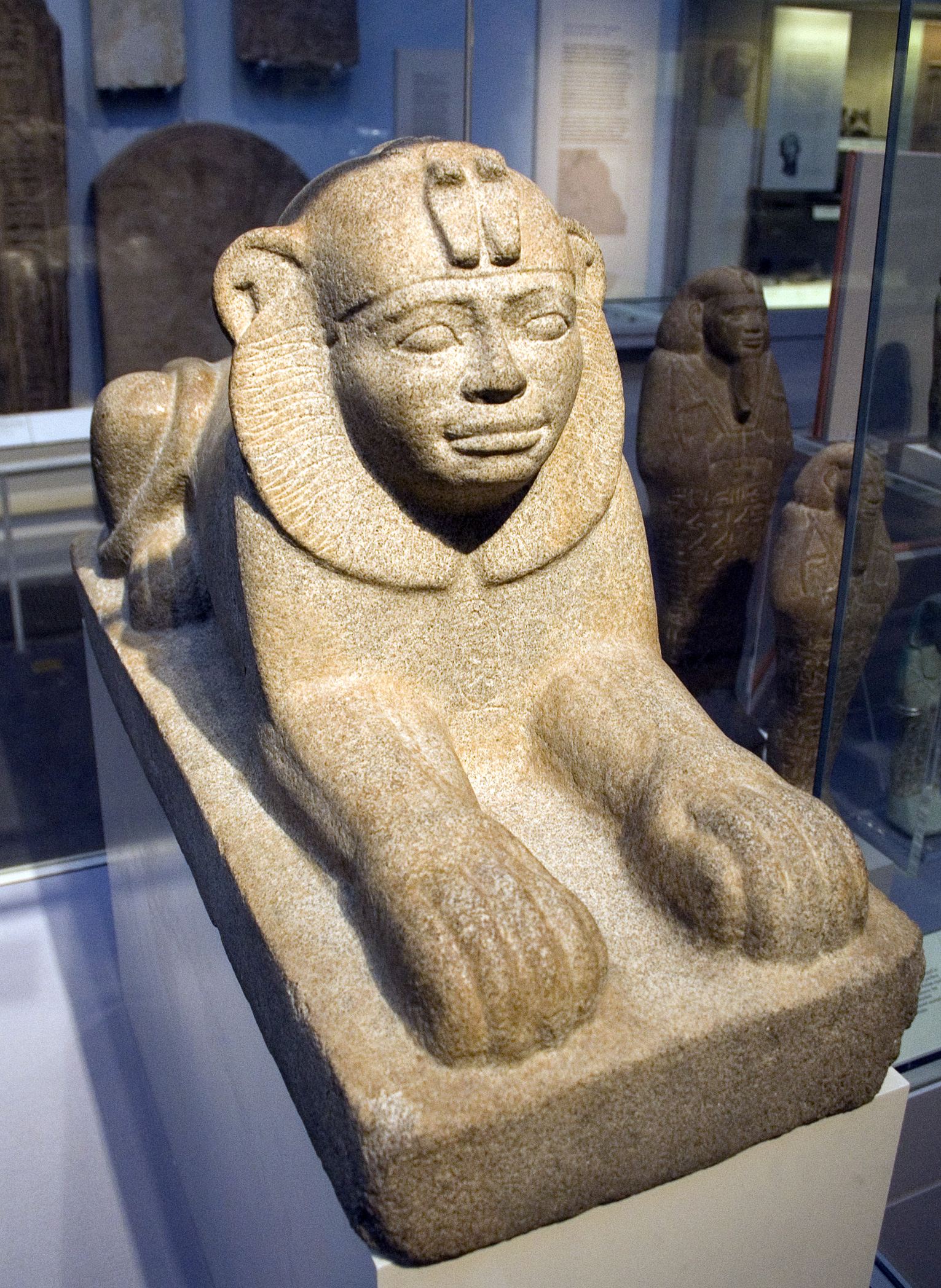
Sphinx de Taharqa, Gneiss ;
h. = 40,6 cm, l. = 73 cm
(British Museum)

Parmi les nombreuses représentations de ce pharaon, le sphinx de Taharqa est l'un des « objets phares » du British Museum, à Londres. Il fut sélectionné pour être le 22e objet présenté dans la série radiophonique Une histoire du monde en cent objets, diffusée sur BBC Radio 4 en 2010, par le directeur dudit Museum, Neil MacGregor.